# Euroborg
Euroborg est un stade de football situé à Groningue aux Pays-Bas.

## Événements
- Championnat d'Europe de football espoirs 2007

## Galerie

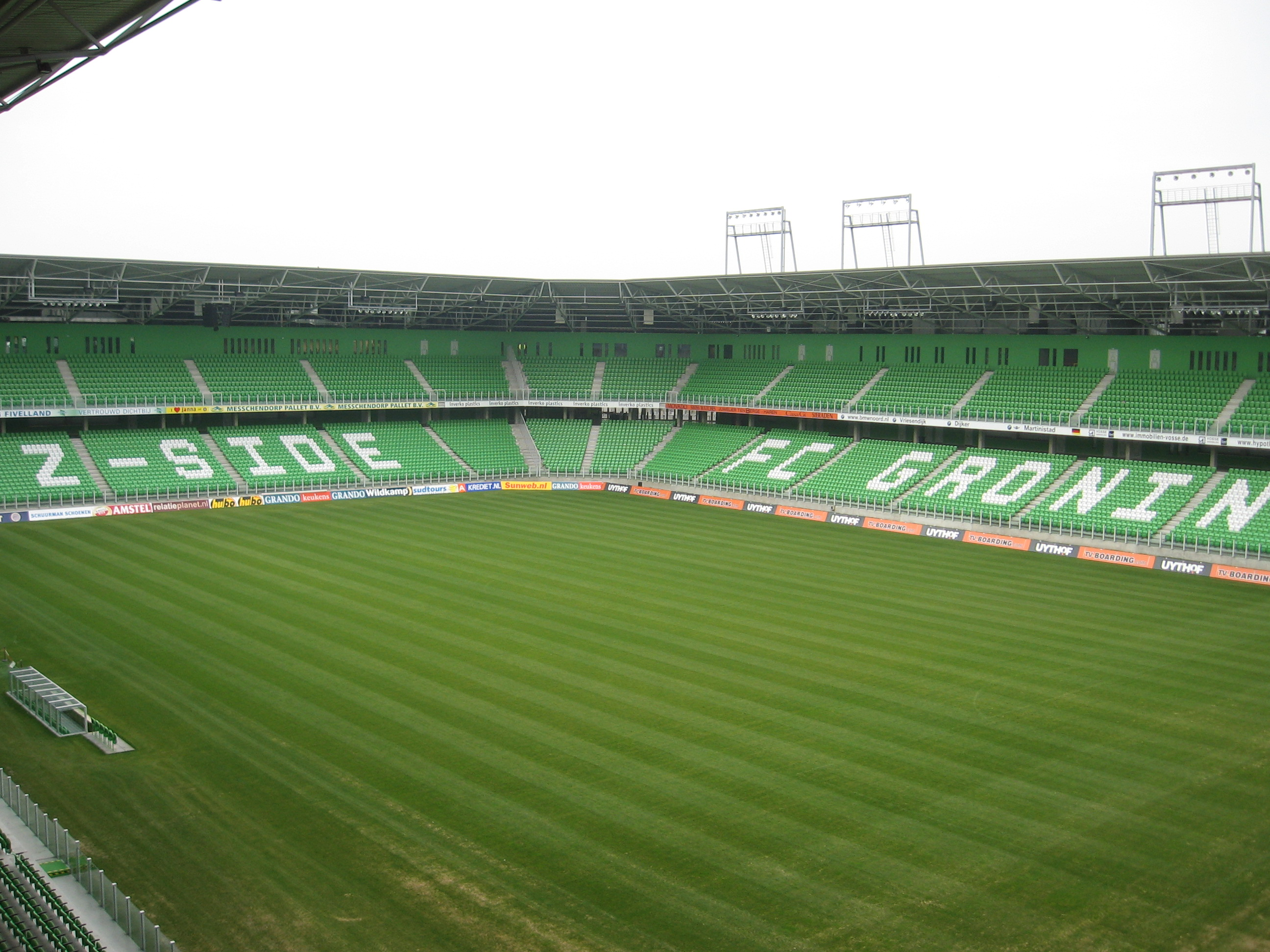
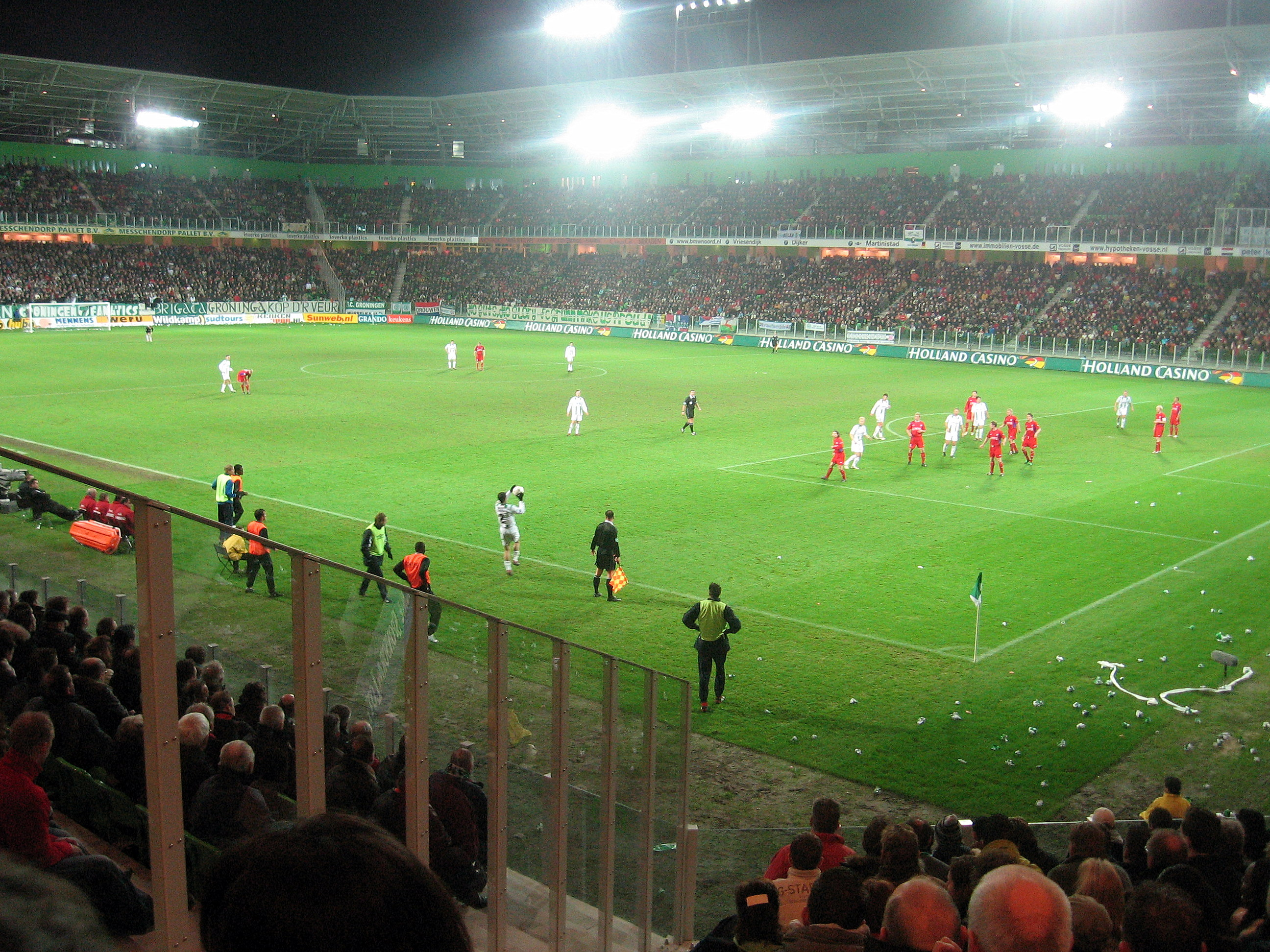
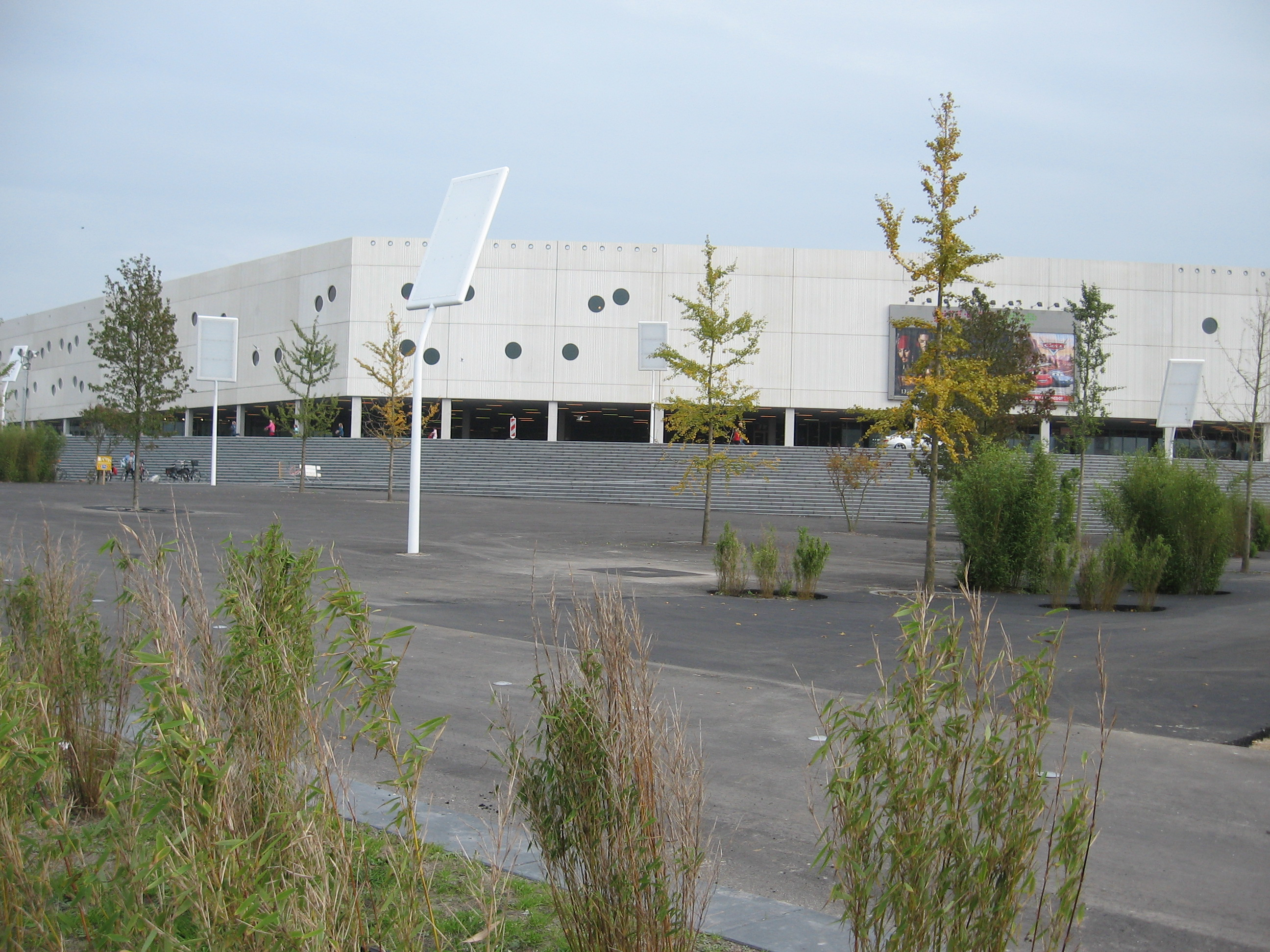